# Germain Chardin
Germain Louis Marcel Chardin (Verdún, 15 de mayo de 1983) es un deportista francés que compitió en remo.
Participó en tres Juegos Olímpicos de Verano, obteniendo dos medallas, bronce en Pekín 2008 (cuatro sin timonel) y plata en Londres 2012 (dos sin timonel), y el quinto lugar en Río de Janeiro 2016 (dos sin timonel).
Ganó dos medallas en el Campeonato Mundial de Remo, en los años 2010 y 2013, y dos medallas en el Campeonato Europeo de Remo, en los años 2009 y 2015.

## Palmarés internacional
| Juegos Olímpicos   | Juegos Olímpicos          | Juegos Olímpicos  | Juegos Olímpicos   |
| Año                | Lugar                     | Medalla           | Prueba             |
| ------------------ | ------------------------- | ----------------- | ------------------ |
| 2008               | Pekín (China)             | Medalla de bronce | Cuatro sin timonel |
| 2012               | Londres (Reino Unido)     | Medalla de plata  | Dos sin timonel    |
| Campeonato Mundial |                           |                   |                    |
| Año                | Lugar                     | Medalla           | Prueba             |
| 2010               | Cambridge (Nueva Zelanda) | Medalla de oro    | Cuatro sin timonel |
| 2013               | Chungju (Corea del Sur)   | Medalla de plata  | Dos sin timonel    |
| Campeonato Europeo |                           |                   |                    |
| Año                | Lugar                     | Medalla           | Prueba             |
| 2009               | Brest (Bielorrusia)       | Medalla de bronce | Ocho con timonel   |
| 2015               | Poznań (Polonia)          | Medalla de plata  | Dos sin timonel    |